# Винтер, Олаф
О́лаф Ви́нтер (нем. Olaf Winter; род. 18 июля 1973, Нойштрелиц) — немецкий гребец-байдарочник, выступал за сборную Германии в середине 1990-х — начале 2000-х годов. Чемпион летних Олимпийских игр в Атланте, обладатель бронзовой медали чемпионата мира, многократный победитель и призёр первенств национального значения.

## Биография
Олаф Винтер родился 18 июля 1973 года в городе Нойштрелице, федеральная земля Мекленбург-Передняя Померания. Активно заниматься греблей на байдарке начал в раннем детстве, сначала проходил подготовку в любительских спортивных клубах «Нойштрелиц» и «Нойбранденбург», позже во время выступлений среди профессионалов состоял в ассоциации гребных видов спорта города Эссена.
Первого серьёзного успеха на взрослом международном уровне добился в сезоне 1999 года, когда попал в основной состав немецкой национальной сборной и присоединился к четырёхместному экипажу опытных гребцов Томаса Райнека, Детлефа Хофмана и Марка Цабеля. С ними удостоился права защищать честь страны на летних Олимпийских играх 1996 года в Атланте, где впоследствии обогнал всех своих соперников в километровой гонке четвёрок, в том числе ближайших преследователей венгров и россиян, и завоевал таким образом награду золотого достоинства.
После триумфального возвращения с Олимпиады в карьере Винтера наступил некоторых спад, из-за слишком высокой конкуренции долгое время он не попадал в основу сборной Германии и не принимал участие в крупнейших международных регатах. Тем не менее, в 1999 году он всё-таки вернулся в элиту мировой гребли и вместе с новым напарником Яном Шефером выиграл бронзовую медаль в зачёте двухместных экипажей на дистанции 1000 метров — лучше них дистанцию преодолели только команды из России и Кубы.
В 2000 году Винтер прошёл квалификацию на Олимпийские игры в Сиднее, в паре со своим партнёром Андреасом Иле участвовал в гонке двухместных байдарок на тысяче метрах — благополучно пробился в финальную стадию турнира и в решающем заезде был близок к призовым позициям, но в конечном счёте расположился в итоговом протоколе на четвёртой строке, немного не дотянув до бронзовой медали (места на пьедестале почёта заняли команды из Италии, Венгрии и Швеции). Вскоре после этих соревнований Олаф Винтер принял решение завершить карьеру профессионального спортсмена, уступив место в сборной молодым немецким гребцам.
Впоследствии окончил Дортмундский университет, где обучался на факультетах журналистики и экономической политики. В период 2004—2010 работал комментатором на канале Eurosport, комментировал телевизионные трансляции чемпионатов по гребле на байдарках и каноэ. В настоящее время вместе с семьёй проживает в городе Хаттингене, женат, есть трое детей.